# Uroxys microcularis
Uroxys microcularis är en skalbaggsart som beskrevs av Henry Fuller Howden och Young 1981. Uroxys microcularis ingår i släktet Uroxys och familjen bladhorningar. Inga underarter finns listade i Catalogue of Life.